# Meech Wells
Meech Wells ist ein US-amerikanischer Musikproduzent.

## Werdegang
Als Sohn von Mary Wells fiel es Meech Wells leicht den Einstieg ins Musikgeschäft zu finden. Er begann seine Karriere als Teil der Funk-Band Trey Lewd, in der auch Tracey Lewis, der Sohn von George Clinton, Mitglied war; dies gab ihm die Möglichkeit mit Clinton selbst zusammenzuarbeiten. 1993 begann er dann mit dem Rapper und Produzenten Def Jef zu arbeiten. Die beiden produzierten Shaquille O’Neals Single (I Know I Got) Skillz, die mit Platz 35 der offiziellen US-amerikanischen Billboard-Charts ein Überraschungserfolg war und führte dazu, dass sie sich innerhalb der Szene schnell einen Namen machten. Wells arbeitete danach an einigen Remix-Projekten, bevor er durch einen Freund Snoop Dogg vorgestellt wurde. Mit diesem arbeitete er fortan sehr häufig zusammen – sowohl auf dessen Soloalben, wie auch auf Alben von No-Limit-Records-Künstlern, auf denen Snoop Dogg zu hören war und auf den Alben der von Snoop Dogg gegründeten/präsentierten Gruppen, wie Tha Eastsidaz und Doggy′s Angels.

## Diskografie (Ausschnitt)

### Mit Trey Lewd
- 1992: Drop The Line

### Als Produzent für andere Künstler
- 1993: (I Know I Got) Skillz von Shaquille O’Neal
- 1999: Still A G Thang von Snoop Dogg
- 1999: It's A Beautiful Thang von Tru
- 1999: Get It Up von Silkk The Shocker
- 1999: In Love With A Thug von Snoop Dogg
- 1999: Better Days von Snoop Dogg
- 1999: Gangsta Ride von Snoop Dogg
- 2000: Go Away von Snoop Dogg
- 2000: Issues von Snoop Dogg